# دواء مركب

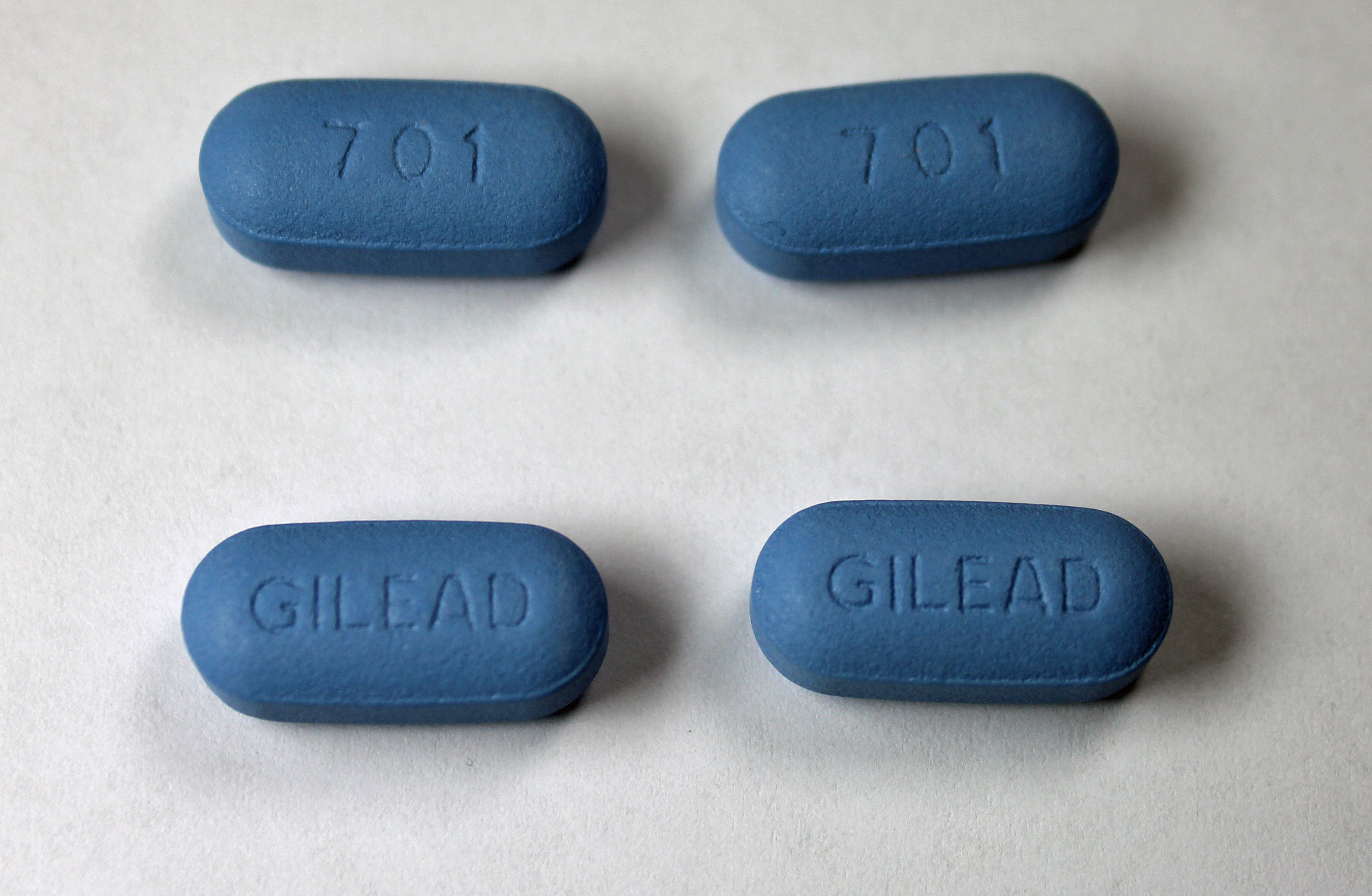
حبوب تروفادا

الدواء المركب أو الدواء ذو التوليفة ثابتة الجرعة هو أي شكل صيدلاني مكون من مادتين فعالتين فأكثر وبجرعات مثبتة.
الدواء المركب يختلف عن التركيب الصيدلاني والذي يعمل في الصيدليات والمستخدم في حالة تعديد الأدوية.
وكذلك يجب التمييز بين الدواء المركب والتركيب العلاجي المكون من أكثر من دواء أو استخدام دواء وأداة. ويجب ملاحظة أن الدواء المركب قد يكون في شكل حبة متعددة (أقراص أو كبسولات).

## فوائد الدواء المركب
فوائد الدواء المركب هي نفس فوائد العلاج المركب والذي يحتاج جرعات ثابتة والتي تشمل:
- زيادة الامتثال الطبي بتقليل عبء كثرة الأدوية.
- إعطاء مظهر مشترك لحركيات الأدوية.
- الدواء المركب هو دواء مراجع وموثق من قبل وكالات تسجيل الأدوية (مثل إدارة الغذاء والدواء في الولايات المتحدة)، لذلك يقل احتمال حصول التفاعلات الدوائية بسبب استخدام أكثر من دواء.
- تستفيد الشركات الدوائية من الحصول على حق الاختراع وحماية منتج معين حيث أن الدواء المركب مشمول بهذه الضوابط.

## مضار الدواء المركب
- قد لا يتوفر الدواء المركب بجرعات مناسبة لكل المرضى لكونه متوفر بجرعات ثابتة، لذلك قد لا يكون ملائما لكل المرضى.
- في حالة ظهور تفاعلات دوائية ضائرة، فمن الصعب تحديد المكون المسبب لهذا التأثير.

## أمثلة
- كلاريناز
- ترايميثوبريم/سلفاميثوكسازول
- أموكسيسلين/حمض الكلافولانيك
- أدوية مضادات الفيروسات القهقرية المركبة ذات الجرعات الثابتة